# Paul de Winter
P.H. (Paul) de Winter (Bergen, 21 april 1949) is een voormalig Nederlands politicus voor Democraten 66 (D66). Hij is een aantal malen burgemeester geweest.
Eind jaren 80 tot 1993 was hij namens Belangengemeenschap Rozendaal gemeenteraadslid en wethouder in Rozendaal. Zijn burgemeesterscarrière begon in 1993 in  Blaricum. Van 1 januari 2001 tot 1 januari 2007 was De Winter burgemeester van Bergen (Noord-Holland), waar hij de fusie van de voormalige gemeenten Bergen, Egmond en Schoorl begeleidde. Officieel ging hij daarna met pensioen, maar ter vervanging van Anja van Apeldoorn-Pruijt was hij van 2007 tot 1 januari 2008 waarnemend burgemeester van Zijpe.
De Winter stond in 2010 voor de Tweede Kamerverkiezingen namens D66 op de kandidatenlijst op plaats 45.